# Chadwick Trujillo
Pour les articles homonymes, voir Trujillo.
Chadwick A. Trujillo, souvent abrégé en Chad Trujillo, né le 22 novembre 1973, est un astronome américain, travaillant depuis 2003 à l'observatoire Gemini à Hawaï.
Il a obtenu un Ph.D. en astronomie en 2000 à l'université d'Hawaï. Il fut ensuite chercheur post-doctoral entre 2000 et 2003 à l'Institut Californien de Technologie (Caltech), poursuivant des recherches sur la ceinture de Kuiper et le système solaire extérieur.

## Travaux
Chadwick Trujillo a découvert une lune astéroïdale, Paha, qui tourne autour de l'astéroïde transneptunien (47171) Lempo ainsi que plusieurs objets transneptuniens, en particulier :
| (79360) Sila-Nunam[5][6][7] | 3 février 1997   |
| (181902) 1999 RD215[5][6] | 6 septembre 1999 |
| (126154) 2001 YH140[1] | 18 décembre 2001 |
| (126155) 2001 YJ140[1][3] | 20 décembre 2001 |
| (119951) 2002 KX14[1] | 17 mai 2002      |
| (58534) Logos[5][6][7] | 4 février 1997   |
| (50000) Quaoar[1] | 4 juin 2002      |
| (66652) Borasisi[5][6] | 8 septembre 1999 |
| (65489) Céto[1] | 22 mars 2003     |
| (84719) 2002 VR128[1] | 3 novembre 2002  |
| (90377) Sedna[1][2] | 14 novembre 2003 |
| (90482) Orcus[1][2] | 17 février 2004  |
| (120178) 2003 OP32[1][2] | 26 juillet 2003  |
| (120348) 2004 TY364[1][2] | 3 octobre 2004   |
| (136108) Hauméa[1][2] [4] | 28 décembre 2004 |
| (136199) Éris[1][2] | 8 janvier 2005   |
| (136472) Makémaké[1][2] | 31 mars 2005     |
| (341520) Mors-Somnus[8] | 14 octobre 2007  |
| (385201) 1999 RN215[5][6] | 7 septembre 2005 |
| (307261) Máni[1] | 18 juin 2002     |
| (385571) Otréré[8] | 16 octobre 2004  |
| (385695) Clété[8] | 8 octobre 2005   |
| (415720) 1999 RU215[5][6] | 7 septembre 1999 |
| (532037) Chiminigagua[8] | 17 mars 2013     |
| (532038) 2013 FB28[8] | 17 mars 2013     |
| (541132) Leleākūhonua[8][9] | 13 octobre 2015  |
| 1. avec Michael E. Brown 2. avec David L. Rabinowitz 3. avec Glenn Smith 4. crédit disputé avec José Luis Ortiz Moreno et al. 5. avec Jane X. Luu 6. avec D. C. Jewitt 7. avec J. Chen 8. avec S. S. Sheppard 9. avec D. J. Tholen |                  |

## Hommage
- (12101) Trujillo, nommé en son honneur.